# Maik Bullmann
Maik Bullmann (25 aprile 1967) è un ex lottatore tedesco, specializzato nella lotta greco-romana.

## Palmarès

### Olimpiadi
- 2 medaglie:
  - 1 oro (Barcellona 1992 nei 90 kg[1])
  - 1 bronzo (Atlanta 1996 nei 90 kg[1])

### Mondiali
- 5 medaglie:
  - 3 ori (Martigny 1989 nei 90 kg[2]; Ostia 1990 nei 90 kg[2]; Varna 1991 nei 90 kg[1])
  - 1 argento (Stoccolma 1993 nei 90 kg[1])
  - 1 bronzo (Tampere 1994 nei 90 kg[1])

### Europei
- 7 medaglie:
  - 3 ori (Copenaghen 1992 negli 82 kg[1]; Istanbul 1993 negli 82 kg[1]; Atene 1994 negli 82 kg[1])
  - 3 argenti (Oulu 1989 nei 90 kg[2]; Poznan 1990 nei 100 kg[2]; Kouvola 1997 negli 85 kg[1])
  - 1 bronzo (Aschaffenburg 1991 negli 82 kg[1])